# Andrònic Paleòleg (gran domèstic)
Andrònic Paleòleg (en grec: Ανδρόνικος Δούκας Κομνηνός Παλαιολόγος, Andronikos Doukas Komnēnós Palaiologos; 1190 -Tesalònica, 1248/1252)) fou un alt funcionari de l'Imperi de Nicea, que tenia el càrrec de gran domèstic. Era de la família Paleòleg, però també va fer servir el cognom Comnè, d'alguns avantpassats seus. Fou el pare del futur emperador romà d'Orient Miquel VIII Paleòleg.

## Biografia
Andrònic era fill del megaduc Aleix Paleòleg i d'Irene Comnè. Era rebesnet de Jordi Paleòleg, un dels primers fundadors de la família Paleòloga. Probablement va néixer vers l'any 1190 i tenia un germà anomenat Miquel, que sembla que va ser en més gran de tots dos.
Fou noment megas domesticos (comandant en cap) de l'Imperi de Nicea, però les fonts documentals difereixen sobre quan i qui el va nomenar. Segons Nicèfor Gregoràs va ser Teodor I Làscaris, mentre que Jordi Acropolita afirma que va ser nomenat per Joan III Ducas Vatatzes poc després de la seva arribada al tron. Els historiadors moderns generalment consideren aquest darrer el més probable. El 1224 Andrònic va ser enviat a la regió del riu Escamandre, poc després d'haver conquerit aquest territori a l'Imperi Llatí. La seva missió era organitzar l'administració com a exisotes (fiscal). Aquest càrrec probablement va ser anterior al de megas domesticos. El 1233, va marxar al capdavant de l'expedició contra el governant de Rodes, el Lleó Gabalas, que es va veure obligat a reconèixer la sobirania nicena.
El 1241, Andrònic va anar amb Joan III Ducas Vatatzes en les seves campanyes per Macedònia i va participar en el setge de Tessalònica. La campanya va quedar interrompuda a causa de la invasió dels mongols a l'Àsia Menor, fet que va obligar Vatatzes a conformar-se amb el reconeixement de la seva autoritat per part del governant de Tessalònica, que era Joan I Àngel-Comnè, que abans havia reclamat el títol d'emperador romà d'Orient. El desembre del 1246, després de la captura final de Tessalònica, Andrònic va ser nomenat el governant de la regió de Tessàlia i com a pretor de totes les possessions nicenes acabades de conquerir a Macedònia, mentre Vatatzes tornava a l'Àsia Menor. Durant l'època que hi va governar, el seu fill gran, que més endavant seria l'emperador Miquel VIII Paleòleg, va servir sot les seves ordres a les ciutats de Serres i Melnik.
La data de la mort d'Andrònic és desconeguda. Tradicionalment s'ha situat en l'any 1247, ja que Acropolita afirma que va morir poc després del seu nomenament a Tessalònica, però la investigació més recent demostra que va morir entre els anys 1248 i 1252. El va succeir com a megas domesticos el seu gendre Nicèfor Tarcaniota, i com a governador general de Tessalònica Teodor Files.

## Matrimoni i descendència
Vers el 1213 es va casar amb Irene Àngel Paleòleg, la filla d'Aleix Paleòleg i d'Irene Comnè Àngel, filla de l'emperador Aleix III Àngel.
La parella va tenir almenys quatre fills: 
- Maria (nascuda vers el 1214/5),
- Irene (v. 1218),
- Miquel (1224/5)
- Joan (després del 1225).

Després de la mort de Teodora, Andrònic es va tornar a casar, però es desconeix el nom d'aquesta segona esposa. Amb ella va tenir un fill:
- Constantí (v. 1230).

Amb una de les dues esposes, Andrònic va tenir una filla, el nom de la qual es desconeix.